# Майское (Сахалинская область)
Ма́йское — село в Поронайском городском округе Сахалинской области России.

## География
Село находится на берегу реки Леонидовка, на расстоянии 16 км к северо-западу от города Поронайск, административного центра округа.

## Население
| 2002 | 2010 | 2013 | 2021 |
| ---- | ---- | ---- | ---- |
| 190  | ↘113 | ↘99  | ↘42  |

### Половой состав
Согласно результатам переписи 2002 года, в селе 190 человек (94 мужчины и 96 женщин).

### Национальный состав
Согласно результатам переписи 2002 года, в национальной структуре населения русские составляли 94 % из 190 чел.

## Улицы
- ул. Ларишева,
- ул. Ленина,
- ул. Лесная,
- ул. Фурманова.